# Sólyom László (katonatiszt)
Sólyom (Schick) László (Muraszombat, 1908. december 17. – Budapest, 1950. augusztus 19.) altábornagy (posztumusz vezérezredes). 1948-1950 között a Magyar Honvédség Vezérkari Főnöke. 1950-ben koncepciós perbe fogták és halálra ítélték.

## Családja
Felesége Czikhart Nóra, gyermekei Sólyom László filmrendező és Sólyom Ildikó színésznő.

## Élete

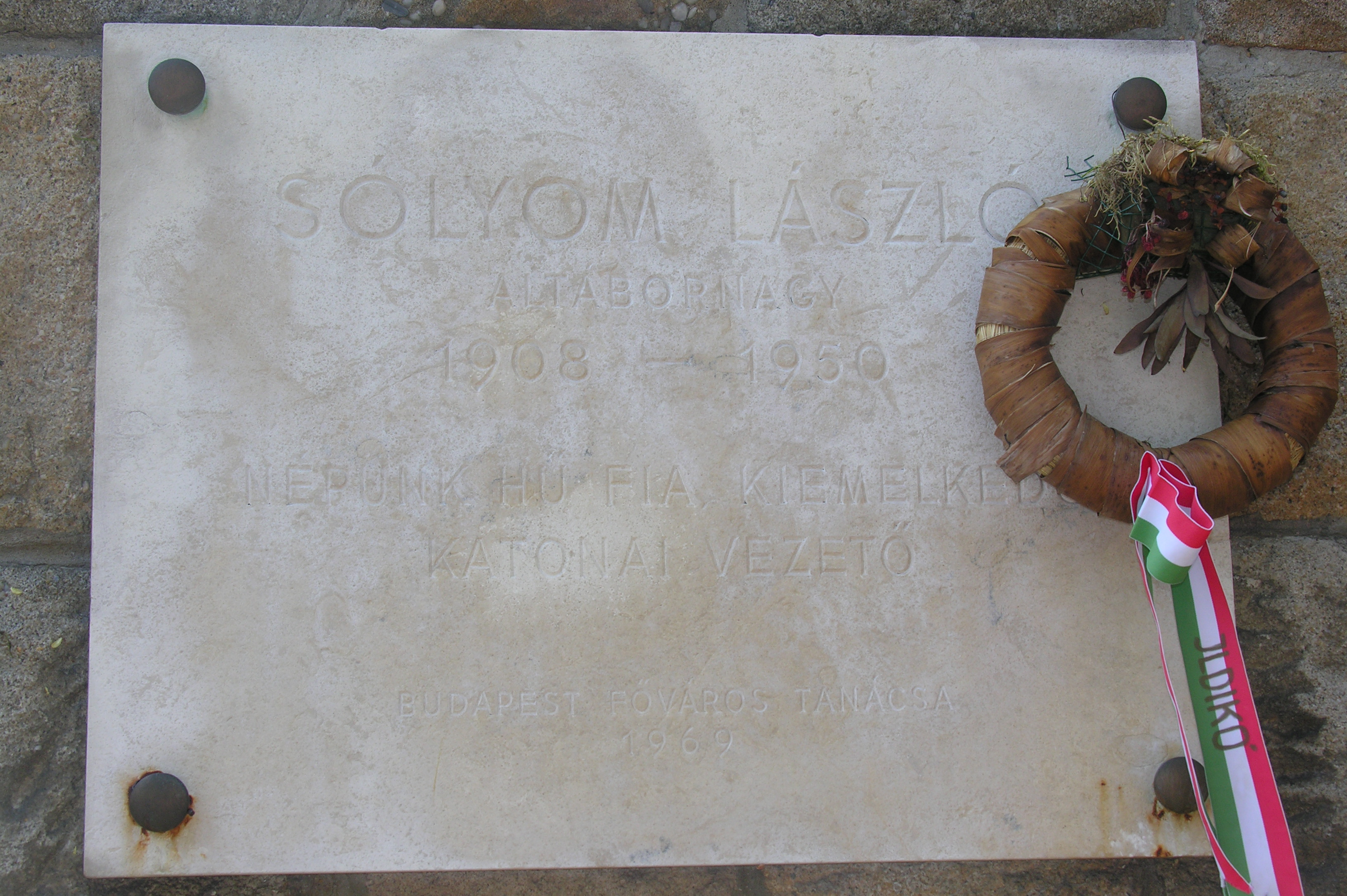
Sólyom László emléktáblája Budapest II. kerületében, az Eszter utca 2. szám alatt

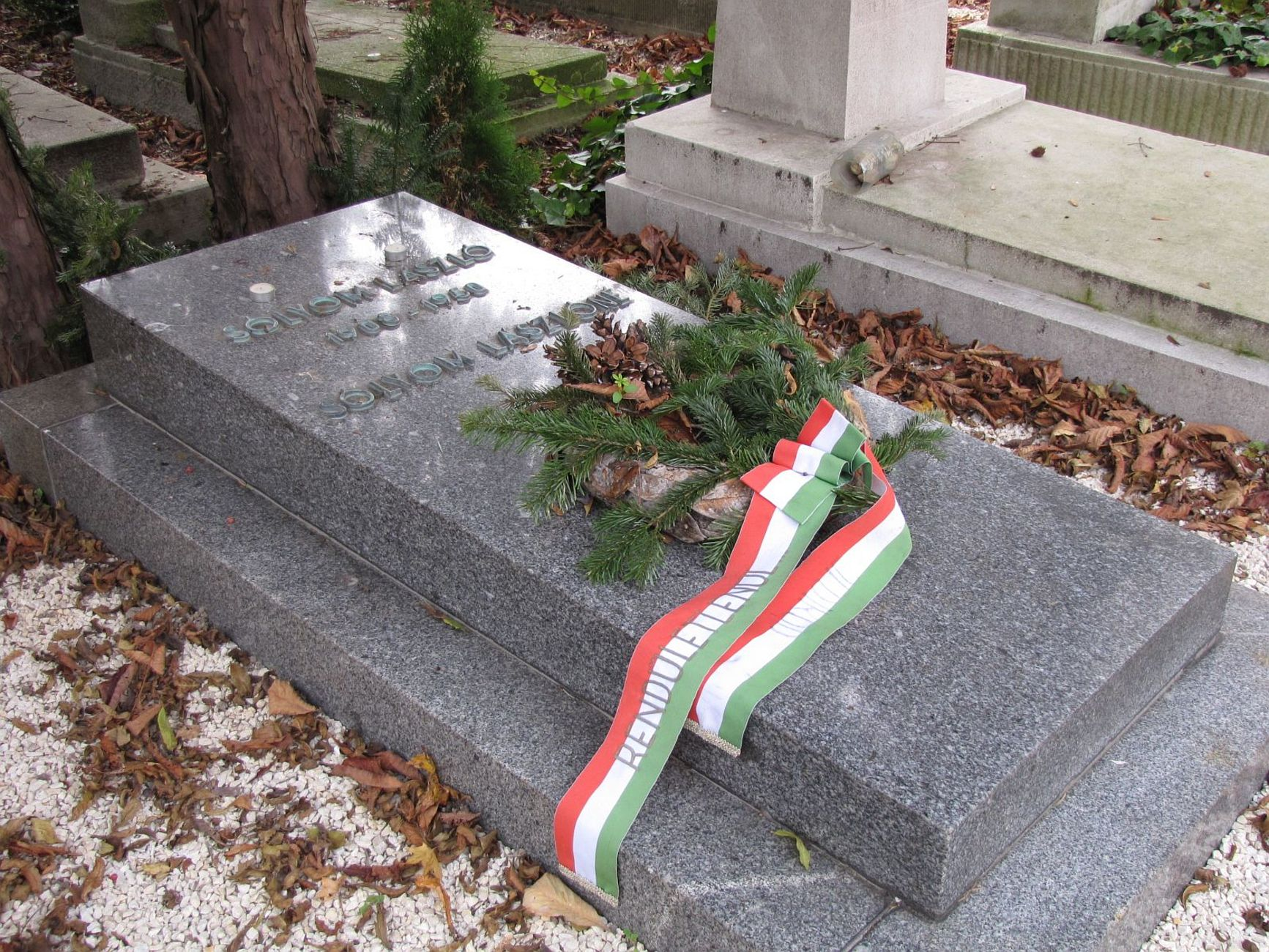
Sólyom László sírja Budapesten. Farkasréti temető: 30/2-1-94.

Katonai reáliskolát végzett 1923-1927 között, majd a Ludovikán tanult tovább. 1931-ben tüzér hadnaggyá avatták. Sikeresen felvételizett a Hadiakadémiára.

### Második világháború
1941-ben „megromlott egészségi állapotára” hivatkozva kérte a nyugállományba helyezését. 1944-es reaktiválásáig az Egyesült Izzóban dolgozott.
A német megszálláskor a további szolgálatot megtagadta, katonaszökevény lett. Támogatta az ellenállási mozgalmat.

### Új rend
Az Ideiglenes Nemzeti Kormány megbízta 1945-ben a Budapesti Rendőrfőkapitányság vezetésével. Később 1946. május 12-ével visszatért a hadseregbe. Először főcsoportfőnökként szolgált, újraindította a Hadiakadémiát. 1948-tól a Magyar Honvédség vezérkari főnöke altábornagyi rendfokozatban.

### Halála
1950. május 20-án koholt vádak alapján letartóztatták, halálra ítélték és kivégezték.
Az ítéletet, amely – katonához méltatlan – kötél általi halál volt, 1950. augusztus 19-én hajtották végre.
1954-ben lefolytatott perújítás során a katonákat az alapper vádjai alól felmentették, de teljes rehabilitációjuk nem történt meg. 1956. október 13-án katonai tiszteletadás mellett a Farkasréti temetőben – a nyilvánosság teljes kizárásával – újratemették. A Legfelsőbb Bíróság 1990-ben valamennyi, ellene emelt vád alól felmentette – bűncselekmény hiányában. A Magyar Köztársaság elnöke 2007. október 13-ai hatállyal posztumusz vezérezredessé léptette elő.

## Emlékezete
- A Magyar Televízió részére fia, Sólyom László készített egy még be nem mutatott filmet a tábornok-per történetéről.
- Lánya, Sólyom Ildikó Megtörténhetett? címmel írt könyvet ugyanebben a témában.
- Sírja a Farkasréti temetőben található (30/2-1-94).
- Emléktáblát helyeztek el tiszteletére Budapest II. kerületében, az Eszter utca 2. szám alatt.
- Alakja felbukkan (említés szintjén) Kondor Vilmos magyar író Budapest novemberben című bűnügyi regényében.